# Waldo Köhler
Waldo Köhler (* 8. Oktober 1909 in Rascha; † 25. Juli 1992 in Dresden) war ein deutscher Maler und Grafiker.

## Leben und Werk
Nach Abschluss der Volksschule machte Köhler von 1923 bis 1927 in Bautzen eine Lithographenlehre und besuchte daneben die Kunstgewerbeschule Dresden. 1923 wurde er Mitglied des Kommunistischen Jugendverbands, 1928 der KPD. Von 1928 bis 1932 studierte er an der Kunstakademie Dresden bei Max Feldbauer, Richard Müller, Ferdinand Dorsch und Hermann Dittrich. 1929 wurde Köhler Mitglied der Assoziation Revolutionärer Bildender Künstler (ASSO). Das Studium musste er aufgrund finanzieller Not und infolge der Behinderungen wegen seiner politischen Aktivitäten abbrechen.
Ab 1932 arbeitete er in Dresden als freischaffender Künstler, seinen Lebensunterhalt sicherte er sich als Anstreicher. Er war mit Eva Schulze-Knabe und Fritz Schulze befreundet. Von 1941 bis 1945 war er im Kriegsdienst. 1945 wurde seine Wohnung am Sachsenplatz 2 mit dem Atelier ausgebombt, und er bezog ein Notquartier im Erzgebirge. Ab 1948 arbeitete Köhler in Dresden als freischaffender Maler und Grafiker. Er war an der Reaktivierung des Lausitzer Künstlerbundes beteiligt und übte ab 1954 Funktionen im Verband Bildender Künstler der DDR aus.
Köhler gehört zu den Malern, die wesentlich am Bild Dresdens in der Bildenden Kunst mitgewirkt haben.

## Ehrungen (Auswahl)
- 1965: Martin-Andersen-Nexö-Kunstpreis der Stadt Dresden
- 1974: Vaterländischer Verdienstorden in Gold

## Bildliche Darstellung Köhlers

### Fotografische Darstellung
- Rudolf Bergander: Bildnis des Malers Waldo Köhler (1928)[6]
- Erich Höhne: Kunstmaler Köhler. (1965)[7]

### Darstellung in der bildenden Kunst
- Gerhard Benzig: Maler Waldo Köhler (vor 1949, Öl)[8]
- Eva Schulze-Knabe: Maler Waldo Köhler bei der Arbeit. (1966, Mischtechnik)[9]
- Johannes Peschel: Porträtbüste Waldo Köhler (1974, Gips, getönt)[10]

## Rezeption
In seinem künstlerischen Schaffen „geht Waldo Köhler stets vom Gegenstand, von der Erscheinung der Dinge aus. Er bewahrt in der künstlerischen Umformung das Wesentliche ihrer Existenz, die er als Gegebenheit einer vom Menschen erlebbaren und zu bewertenden Welt anerkennt“ (Zitat: Artur Dänhardt).

## Museen und öffentliche Sammlungen mit Werken Köhlers (unvollständig)
- Chemnitz: Kunstsammlungen am Theaterplatz
- Dresden: Galerie Neue Meister[11]
- Dresden: Kunstfonds des Freistaats Sachsen[11]
- Dresden: Städtische Galerie Dresden
- Frankfurt/ Oder: Brandenburgisches Landesmuseum für moderne Kunst
- Freital: Städtische Sammlungen Freital (auf Schloss Burgk)
- Görlitz: Kulturhistorisches Museum Görlitz

## Werkbeispiele
- Selbstbildnis mit blauer Nase. (1929, Öl)[12]
- Dresden; Blick stromauf gegen linkes Elbufer. (Städtische Galerie Dresden)[13]
- Landschaft (Tempera, 85 × 118 cm; auf der Dritten Deutschen Kunstausstellung)
- Mein Vater. (1952, Öl)[14][15]
- Großblockbaustelle Striesen (Öl, 80 × 140 cm; auf der Vierten Deutschen Kunstausstellung)[16]
- Lausitzer Dorf im Winter. (Öl; auf der Fünften Deutschen Kunstausstellung)[17]
- Der spanische Geiger Genosse Antonio Gil. (1966, Kohlezeichnung; auf der VI. Deutschen Kunstausstellung)[18]
- Lehrling. (1972, Öl; auf der VII. Kunstausstellung der DDR)[19]
- Transportkompanie (1982/82, Zyklus von 5 Zeichnungen, Kohle, Tusche, farbige Kreide, unterschiedliche Formate; Auftrag der NVA, kam in das Armeemuseum der DDR)

## Ausstellungen (unvollständig)

### Einzelausstellungen
- 1964: Dresden, Leonhardimuseum (mit Max Möbius)
- 1965: Dresden, Dresdner Zwinger/Glockenspielpavillon (mit Alfred Hesse)
- 1978: Dresden, Albertinum (mit Erna Lincke und Rolf Krause)
- 1984: Dresden, Museum für Geschichte der Stadt Dresden („Waldo Köhler. Künstler unserer Stadt — Bürger unserer Stadt.“ Malerei und Grafik)
- 2003: Dresden, Landtag

### Teilnahme an zentralen und wichtigen regionalen Ausstellungen in der Sowjetischen Besatzungszone und der DDR
- 1946, 1953, 1958/1959, 1962/1963, 1967/1968 und 1972/1973: Dresden (Deutsche Kunstausstellung bzw. Kunstausstellung der DDR)

- 1970: Berlin, Altes Museum („Im Geiste Lenins“)

- 1971: Berlin, Altes Museum („Das Antlitz der Arbeiterklasse in der bildenden Kunst der DDR“)

- 1978: Berlin, Nationalgalerie („Revolution und Realismus“)

- 1981: Dresden („25 Jahre NVA“)

- 1985: Dresden, Albertinum („Bekenntnis und Verpflichtung“)

- 1986: Cottbus („Soldaten des Volkes - dem Frieden verpflichtet“)